# De Nationalliberale
De Nationalliberale var namnet på hela den frisinnade oppositionen i Danmark under Kristian VIII. År 1848 avsöndrade sig därifrån Bondevennerne under Balthasar Christensen och Anton Frederik Tscherning. De ställde sig något till vänster om sina tidigare meningsfränder. 
Under Fredrik VII (1848–1863) präglade De Nationalliberale utvecklingen, genomförde grundlagen och hävdade i motsats till helstatsmännen Slesvigs närmare anknytning till kungariket såväl som den nordiska enhetstanken samt, i motsats till Bondevennernes mera radikala krav, en moderat frisinnad utveckling inåt.
Vidare baserade partiet sin ekonomiska politik på den klassiska engelska liberalismen, men i övrigt dominerade Friedrich Hegels filosofi partiets värdegrund. I och med detta fick staten därmed en betydande roll i deras syn på samhällsutvecklingen. Vad gällde demokratin ansåg partiet att makten skulle utgå från medelklassen. Man sa sig därmed vilja representera helhetens intressen, och inte olika särintressen.
Partiet hade sitt ursprung från de akademiska kretsarna (det kallades också av sina motståndare "professorspartiet") och var starkast inom den yngre ämbets- och köpmannaklassen. Carl Christian Hall, A.F. Krieger och Orla Lehmann var dess ledare, medan Fædrelandet (Carl Ploug) och Dagbladet (Carl Steen Andersen Bille) var dess viktigaste språkrör.
Novemberförfattningen 1863 var dess sista seger och dansk-tyska kriget 1864 dess djupa missräkning, ty partiet kunde inte göra sig förtroget med tanken på Slesvigs delning som nationalitetsgrundsatsens naturliga konsekvens. Under striden om grundlagens revision 1865–1866 fördjupades klyftan mellan partiet och Bondevennerne, samtidigt som förlusten av Slesvig blev en svår stötesten. Den yngre falangen övergick delvis till Mellempartiet, och under loppet av 1870-talet gled resten småningom över till de forna motståndarna, godsägarna, och bildade det senare Højre.